# Черновол, Вячеслав Максимович
Вячесла́в Макси́мович Черново́л (укр. В'ячеслав Максимович Чорновіл; 24 декабря 1937 — 25 марта 1999) — украинский политический деятель, диссидент времён СССР, журналист, публицист и литературный критик. Один из лидеров украинского национально-демократического движения конца 1980-х — 1990-х годов и основателей Народного руха Украины. Герой Украины (2000). Лауреат Международной журналистской премии имени Николаса Томалина (1975). Инициатор провозглашения Декларации о государственном суверенитете Украины 16 июля 1990 года и Акта провозглашения независимости Украины 24 августа 1991 года.
Вместе с другими деятелями начал на Украине движение шестидесятников и диссидентов. Основатель и главный редактор подпольного украинского журнала «Украинский вестник». Член Украинской Хельсинкской группы. Один из инициаторов создания Украинского Хельсинкского союза. Несколько раз был заключён за «антисоветскую пропаганду» (1967—1969, 1972—1979, 1980—1988). Находился в мордовских лагерях строгого режима и в ссылке. Суммарно пробыл в неволе 17 лет. В 1990—1992 гг. — Глава Львовского областного совета. Народный депутат Украины с марта 1990 года.

## Биография

### Происхождение
Родился 24 декабря 1937 года в селе Ерки Звенигородского района Киевской области (теперь Черкасской области) в семье сельских учителей.
Отец — Максим Иосифович — происходил из древнего казацкого рода Чорновилов. Хотя в сельской местности не придавали особого значения родословным, историческая память семьи достигала нескольких поколений — во времена окончательного закрепощения казаков, когда порабощённое село Вильховец покинул мятежный Стратин Чорновил и, пройдя жизненный путь, аналогичный Мыколе Джере из повести Нечуй-Левицкого, осел в свободной Юрковке (оба села на шевченковской Звенигородщине).
Мать — Акулина Харитоновна Терещенко — принадлежала к одному из ответвлений известного рода сахарозаводчиков и меценатов Терещенко. В Ольховке прошли детские и юношеские годы Вячеслава и его старшего брата Бориса (ныне покойного) и младшей сестры Валентины. Теперь в Ольховке из рода Чорновилов не осталось никого, только напоминают о древние поколения некоторые топонимы: угол Чорновила и чорновиловский лес.

### Образование
В 1946 году вместе с семьёй переехал в село Ольховец и пошёл в школу сразу во второй класс. Окончил школу в 1955 году и поступил на филологический факультет Киевского государственного университета имени Т. Г. Шевченко. На втором курсе перешёл на факультет журналистики, был комсоргом.

### Ранние годы
В 1958 году у него появились первые проблемы в связи с его политическими взглядами, и он был вынужден уехать на год в Жданов на строительство домны. Уже тогда он публиковался в разных газетах. В 1960 году окончил с отличием университет и защитил дипломную работу «Публицистика Бориса Гринченко».
С июля 1960 по май 1963 лет Вячеслав Черновол работал на Львовской студии телевидения сначала редактором, потом — старшим редактором передач для молодёжи.
Начал выступать как литературный критик, исследуя творчество Т. Шевченко, В. Самийленко, Б. Гринченко.
В мае 1963 году переехал в Киев, чтобы продолжить научную работу по истории украинской литературы. С тех пор до сентября 1964 года работал на строительстве Киевской ГЭС и жил в Вышгороде. В 1964 году составил кандидатский минимум, прошёл по конкурсу в аспирантуру Киевского пединститута, но не был допущен к обучению по политическим убеждениям. Это стало препятствием к защите уже почти готовой диссертации о публицистическом творчестве и общественной деятельности Б. Гринченко. В 1964 году защитил кандидатскую диссертацию и устроился в газету «Молодая гвардия».

### Диссидентская деятельность
Черновол начал на Украине национально-освободительное движение шестидесятников вместе с И. Светличным, И. Дзюбой, Е. Сверстюком, В. Стусом, Игорем и Ириной Калинец, А. Горской, Н. Плахотнюком, Л. Танюком, Г. Севрук и др. Вячеслав Черновол был одним из самых ярких организаторов и активистов этого движения, в 1960-е — 1970-е годы противостоял советскому режиму, выступал за возрождение Украины, её языка, культуры, духовности, государственного суверенитета. Принимал активное участие в деятельности Киевского клуба творческой молодёжи (КТМ).
4 сентября 1965 года Вячеслав Черновол, Василий Стус и Иван Дзюба выступили в кинотеатре «Украина» на премьере фильма Сергея Параджанова «Тени забытых предков» с протестом против арестов среди украинской антисоветской интеллигенции — так называемых «шестидесятников». За это Черновол был уволен из «Молодой гвардии». После этого он устроился в газету «Друг читателя» литературным работником.
В ноябре 1967 года был впервые осуждён на шесть лет в колонии строгого режима. Причиной стала его книга о шестидесятниках «Горе от ума». После досрочного освобождения в 1969 году перебивался случайными заработками — работал наблюдателем на метеорологической станции в Закарпатье, землекопом археологической экспедиции на раскопках античной Тиры в Одесской области, грузчиком на железнодорожной станции во Львове.
С 1970 года издавал подпольный журнал «Украинский вестник», за что в 1972 году был осуждён во второй раз — на шесть лет заключения в колонии строгого режима и три года ссылки. Наказание отбывал в Мордовии и Якутии. В 1978 году вышел на свободу.
22 мая 1979 года стал членом Украинской Хельсинкской группы.
В мае 1980 года в третий раз был арестован и сослан на пять лет в Якутию. Однако уже в 1983 году Черновол вышел на волю, хотя и без права выезда в Украинскую ССР, куда он вернулся лишь в 1985.

### Политическая деятельность
В 1988 году Черновола пытались лишить советского гражданства, однако он призвал все страны мира не принимать его. В том же году вместе с другими диссидентами создал Украинский Хельсинкский союз — это была первая попытка политической оппозиции советскому правительству.
8—10 сентября 1989 года с участием Черновола был создан «Народный рух Украины за Перестройку» (впоследствии — Народный рух Украины).
30 марта 1990 года избран народным депутатом Украины, получив 68,60 % голосов при 7 претендентах (по одномандатному округу). В апреле 1990 года также избран главой Львовского областного совета. После августовского путча и запрета КПУ стал фактическим руководителем региона, когда областной совет стал единственным воплощением власти в регионе.
В октябре 1991 года на Большой казацкой раде избран Гетманом украинского казачества. 1 декабря 1991 года занял второе место на первых выборах президента Украины, набрав 7 420 727 голосов (23,27 %).
С 28 февраля по 1 марта 1992 года прошли Третьи всеукраинские сборы НРУ, на которых был предотвращён раскол партии, назревавший в связи с противостоянием Вячеслава Черновола, с одной стороны, и Ивана Драча и Михаила Горыня, с другой. Все три деятеля были выбраны сопредседателями НРУ. На Четвёртых всеукраинских сборах НРУ в декабре 1992 года избран единоличным главой партии. Недовольные его политикой вышли из партии и создали «Всенародный рух Украины», политическая деятельность которого вскоре сошла на нет.
В марте 1994 года Вячеслав Черновол во второй раз был избран народным депутатом Украины (62,52 % голосов, при 15 претендентах). 14 июля 1994 года зарегистрировал газету «Время-Time».
С 1995 года до самой смерти был членом украинской делегации в Парламентской ассамблее Совета Европы (ПАСЕ).
На прошедших 29 марта 1998 года выборах в Верховную раду в третий раз избран народным депутатом Украины.
На Девятых всеукраинских сборах НРУ, прошедших с 12 по 13 декабря 1998 года, выдвинул свою кандидатуру на запланированные на 1999 год выборы президента Украины вместе с Геннадием Удовенко. Однако в январе 1999 года свою кандидатуру снял. 28 февраля 1999 года в НРУ происходит очередной раскол. Заместитель Вячеслава Черновола Юрий Костенко с группой сторонников пытается прийти к власти, но его действия признаны незаконными, и руководство остаётся у Вячеслава Черновола. Вскоре после этого Вячеслав Черновол погиб в результате автокатастрофы.

### Гибель
25 марта 1999 года возвращавшиеся из Кировограда Вячеслав Черновол и его водитель Евгений Павлов на автомобиле «Тойота» столкнулись с автомобилем КамАЗ на 5 км автотрассы Борисполь — Золотоноша. Автомобиль Черновола врезался в КАМАЗ с прицепом, который разворачивался посреди шоссе. Вячеслав Черновол похоронен на центральной аллее Байкового кладбища в Киеве. Похороны состоялись 29 марта 1999 года, на прощание пришло более 200 тысяч человек. Гроб с телом Вячеслава Черновола несли на руках от Владимирского собора до Байкова кладбища.
Уже на следующее утро после гибели тогдашний министр внутренних дел Юрий Кравченко, не дожидаясь предварительных результатов следствия, заявил, что лидер НРУ и его водитель погибли в результате ДТП и что «версия покушения на Вячеслава Черновола как причина его гибели даже не рассматривалась». В 2000 году один из находившихся в кабине самосвала (Иван Шолом) — главный свидетель — неожиданно скончался от сердечного приступа.
Представители НРУ с самого начала называли гибель своего лидера политическим убийством. Тем не менее, дело о гибели Вячеслава Черновола было закрыто уже в июне 1999 года. Расследование возобновилось 27 марта 2001 года, но вскоре вновь было прекращено. В марте 2005 года депутаты Верховной рады от НРУ обратились к президенту Украины Виктору Ющенко с просьбой возобновить расследование дела. 4 апреля 2005 года следственные действия были возобновлены тогдашним генеральным прокурором Святославом Пискуном, были собраны дополнительные материалы, но после отставки Пискуна 14 октября 2005 года расследование вновь остановилось. В августе 2006 года оно было вновь возобновлено.
18 марта 2007 года генеральная прокуратура Украины получила результаты независимой экспертизы из Польши, которая подтвердила версию несчастного случая.
Народные депутаты (в прошлом — члены НРУ) Ярослав Кендзёр и Иван Стойко заявили, что в ходе следствия на голове Черновола были зафиксированы следы от удара кастетом. Тарас Черновол дал согласие на эксгумацию тела своего отца, после чего Генеральная прокуратура объявила, что взяла могилу его отца под охрану.
В ночь на 2 июня 2011 года Генеральная прокуратура Украины, предварительно получив согласие сына, эксгумировала тело Вячеслава Черновола.
Бориспольский суд Киевской области 14 марта 2012 года начал по делу о гибели Вячеслава Черновола судебное слушание по полной процедуре с судебным следствием.
9 и 10 апреля 2013 года судья Бориспольского суда С. М. Вознюк провёл судебные слушания в уголовном деле по обвинению В. М. Кудели в совершении преступления, предусмотренного ч. 4 ст. 215 УК Украины (в редакции 1960 года) по факту гибели народного депутата Вячеслава Черновола. По делу заявлено дополнительное ходатайство о допросе дополнительных свидетелей.
21 января 2014 года Бориспольский межрайонный суд Киевской области закрыл дело о гибели Вячеслава Черновола, признав его несчастным случаем.
По мнению Тараса Черновола, высказанному им в начале 2014 года, его отца «убили, потому что боялись, что он сломает схему беспрепятственного выхода во второй тур Кучмы с Симоненко, что гарантировало бы Кучме победу».

## Семья
- Отец — Максим Иосифович Черновол (1909—1987) — учитель украинского языка и украинской литературы.
- Мать — Килина Харитоновна Терещенко (1909—1985) — учительница начальных классов.
- Сестра — Валентина Максимовна Черновол (род. 1948).
- Первая жена — Ирина Николаевна Брунец[13].
  - Сын — Андрей Черновол (род. 21 июня 1962) — врач, доцент кафедры инфекционных болезней Львовского национального медицинского университета имени Даниила Галицкого, депутат Львовского областного совета в 2002—2006, кратковременный глава партии «Организация украинских националистов на Украине» в июле 2004 года, кандидат-самовыдвиженец на президентских выборах в 2004 году.
- Вторая жена — Елена Тимофеевна Антонив (17 ноября 1937 — 2 февраля 1986) — диссидент, погибла в автокатастрофе.
  - Сын — Тарас Черновол (род. 1 июля 1964) — народный депутат Верховной рады Украины с 2000 года (в 2000 избирался от НРУ, в 2002 — от партии «Реформы и порядок», в 2006 и 2007 — от Партии регионов).
- Третья жена — Атена Васильевна Пашко (10 октября 1931 — 20 марта 2012) — поэтесса, председатель Всеукраинского союза украинок[14].
  - Падчерица — Ирина Васильевна Волицкая-Зубко (дочь Атены Пашко от первого брака) — режиссёр-постановщик львовского театра «Театр в корзине».

## Награды и премии
- Присвоено звание Герой Украины (2000, посмертно).
- Награждён орденом Ярослава Мудрого V степени (1997)[15].
- Лауреат Национальной премии Украины имени Тараса Шевченко (1996) в области журналистики и публицистики[16].
- Лауреат Международной журналистской премии им. Николаса Томалина (1975).
- Знак «За заслуги перед крымскотатарским народом» (2017)[17].

## Увековечение памяти

Памятная доска на доме в Киеве, где жил Черновол

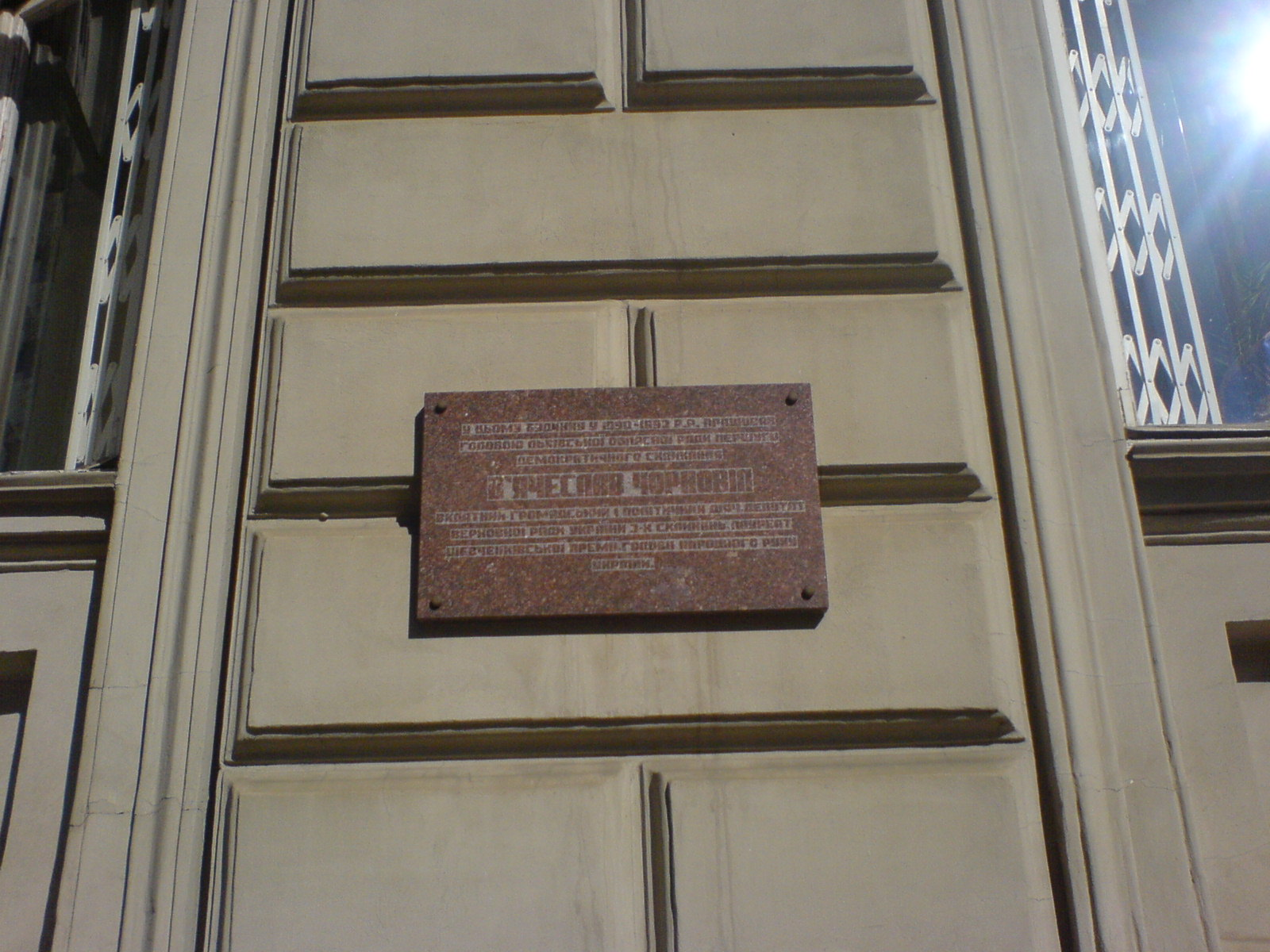
Памятная доска на доме ЛОДА во Львове, где работал Черновол

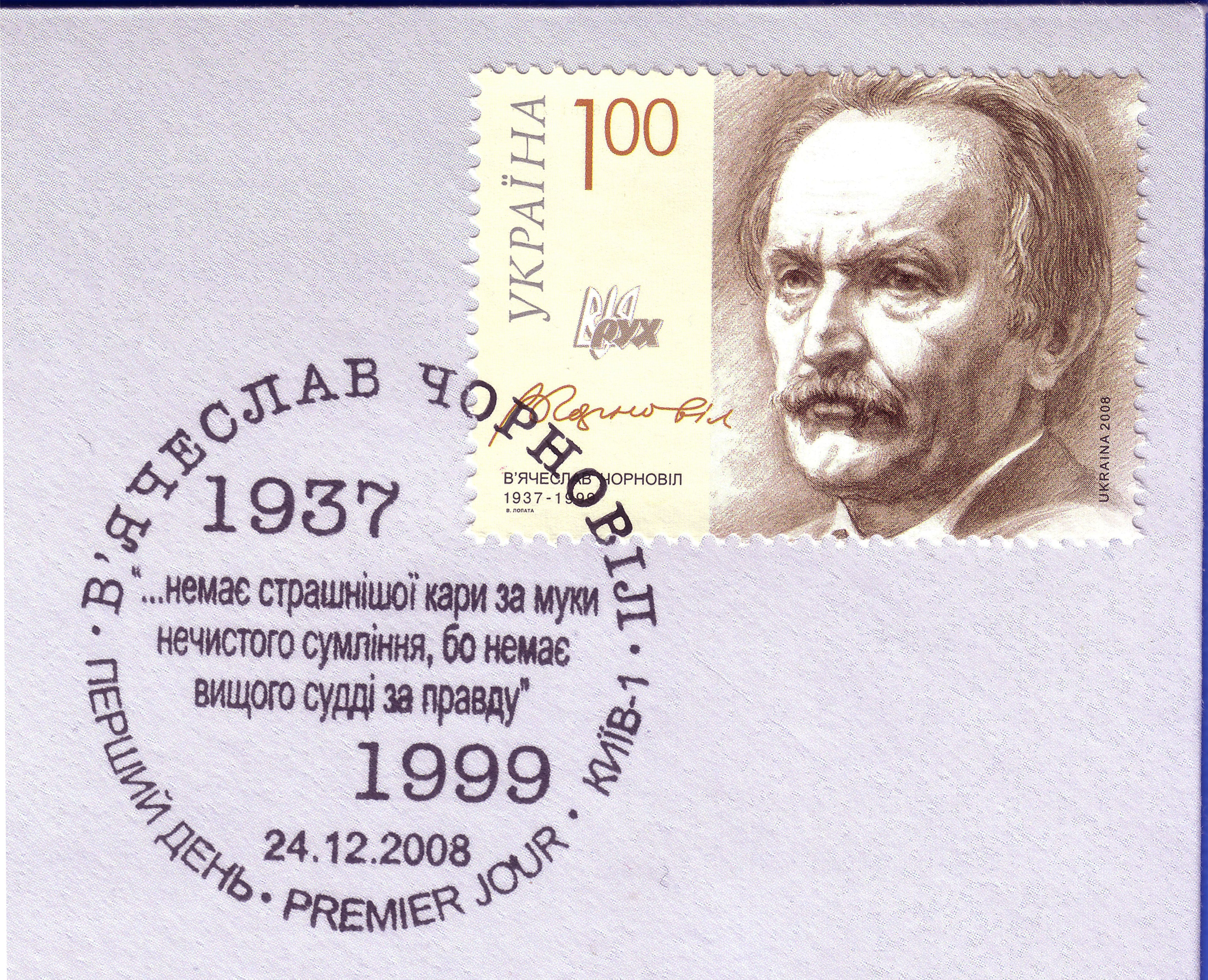
Гашение первого дня в день рождения Черновола, 2008

- В начале сентября 1999 года в Каневе установлен первый на территории Украины памятник Вячеславу Черноволу[18].
- 21 августа 2000 года Вячеславу Черноволу посмертно было присуждёно звание Героя Украины[19].
- В 2000 году в г. Хмельницком ул. Индустриальная была переименована в улицу Вячеслава Черновола. 24 марта 2001 года на этой улице была открыта памятная доска Герою Украины Вячеславу Черноволу.
- 24 декабря 2002 года в Киеве открыт кабинет-музей Вячеслава Черновола.
- 28 декабря 2002 года во Львове открыт памятник Вячеславу Черноволу (скульптор Иван Самотос).
- 25 марта 2003 года заложена традиция проводить «Черноволовские чтения», целью которых является изучение творчества Вячеслава Черновола.
- В 2003 году в честь Вячеслава Черновола была выпущена памятная монета номиналом в две гривны[20].
- 23 июля 2005 года распоряжением Кабинета министров Украины Львовскому государственному институту новейших технологий и управления присвоено имя Героя Украины Вячеслава Черновола.
- 25 сентября 2005 года в Ивано-Франковске открыт памятник Вячеславу Черноволу.
- 1 марта 2006 года в Днепропетровске один из бульваров города переименован в бульвар Вячеслава Чорновола[21].
- 17 июля — 10 августа 2006 года прошёл всеукраинский тур НРУ по крупным городам страны с целью демонстрации фильма о Вячеславе Черноволе «Пробудивший каменное государство». Премьера снятого в четырёх городах Украины (Киев, Львов, Донецк и Мариуполь) фильма состоялась 21 августа 2006 года.
- 23 августа 2006 года в Киеве напротив здания, где в 1989 находился штаб НРУ, открыт памятник Вячеславу Черноволу (скульптор Богдан Мазур). Открытие этого памятника дважды переносилось — сначала с 24 декабря 2005 на 25 марта 2006, а потом с 25 марта 2006 на 23 августа 2006. В открытии принял участие Виктор Ющенко, который заявил, что сомневается в случайности смерти основателя НРУ: «Мы снова возвращаемся к этому вопросу… И я уверен, что мы должны выйти на качественно другие выводы, опираясь на те материалы, которые сегодня накопились в Генпрокуратуре и следственных органах».
- 1 декабря 2006 года скверу напротив киевской квартиры Вячеслава Черновола (ул. Панаса Мирного, 27), в которой он жил с 1993 года по день своей смерти, было присвоено его имя. Кроме того, в сквере был установлен памятный знак.
- 24 декабря 2006 года в селе Ольховец Звенигородского района Черкасской области в доме Черноволов, где в 1946—1955 жил Вячеслав Черновол, открыт музей. Этот музей стал составной частью туристского маршрута «Золотая подкова Черкащины»[22]. 23 декабря 2007 года на территории усадьбы открыт бюст Черновола.
- 23 августа 2007 года в Николаеве открыт памятник Вячеславу Черноволу.
- 21 декабря 2007 года в Хмельницком открыт памятник Вячеславу Черноволу.
- 30 марта 2008 года в Кировограде на здании по улице Луначарского открыта мемориальная доска со словами «В этом здании Вячеслав Черновол провёл последний день своей жизни»[23].
- 24 декабря 2008 года выпущена почтовая марка с портретом Вячеслава Черновола.
- 12 марта 2009 года в Кировограде улица Луначарского переименована в улицу Черновола[24].
- В 2011 году в честь В. М. Черновола названа площадь в Херсоне.
- В честь Черновола названы шесть школ, два института и несколько улиц. Под редакцией сестры Черновола издаётся десятитомник его трудов. Действует возглавляемый вдовой Черновола «Международный благотворительный фонд Вячеслава Черновола».
- В Сумах названа улица в честь Черновола (бывшая Калинина).
- 13 декабря 2012 год в Черкассах в его честь была названа одна из центральных улиц города (бывшая Энгельса)[25].
- В Херсоне Киндийское шоссе переименовано в шоссе Вячеслава Черновола.
- Имя Вячеслава Черновола носит улица в Армянске.
- По случаю 70-летия со дня рождения Вячеслава Черновола ул. Новая в Одессе переименована в его честь (Одесский городской совет решение № 2953-V от 10.07.2008 г.).
- Запрещённый (2019) — фильм, посвящённый украинским диссидентам 1960-1980-х годов, в котором фигурирует Черновол
- 29 декабря 2020 года президентом Владимиром Зеленским 76-му отдельному полку связи радиотехнического обеспечения Воздушных сил ВСУ было присвоено почетное наименование имени Вячеслава Черновола[26].

## Галерея

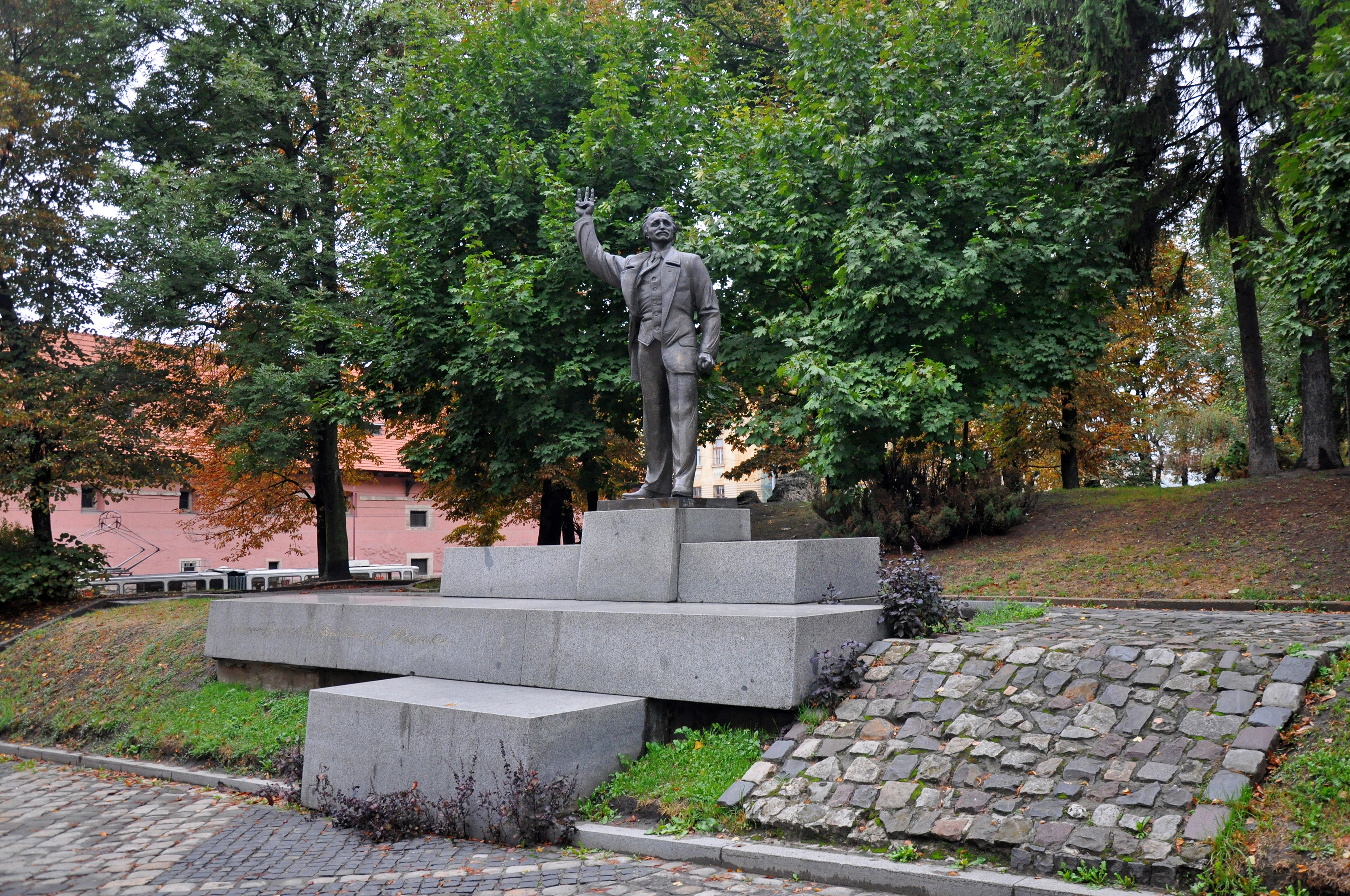
Памятник во Львове
Памятник в Ивано-Франковске
Памятник в Николаеве
Памятник на могиле в Киеве
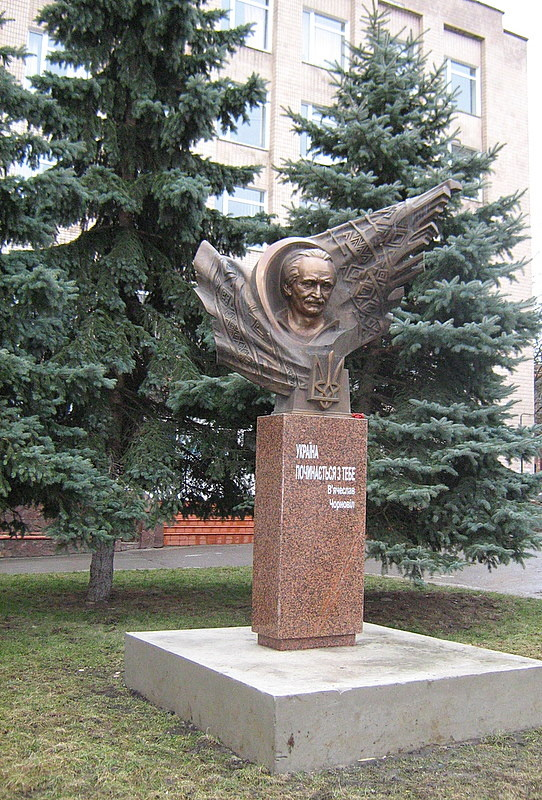
Бюст в Хмельницком